# Downpicking
Downpicking es la técnica empleada por músicos que ejecutan instrumentos de cuerda, en los cuales la púa se mueve verticalmente en sentido hacia abajo, haciendo contacto con una o más cuerdas para hacerlas vibrar.

## El estilo
Guitarristas del género hard rock y heavy metal generalmente usan el "downpicking" para crear un sonido más pesado que el creado con alternate picking, el cual es una secuencia de movimientos hacia arriba y hacia abajo de forma alternada con la púa.
El downpicking tiende a ser más lento que el alternate picking, pero es más fácil de ejecutar para los guitarristas principiantes. Sin embargo, puede ser más rápido que el alternate picking usando una técnica llamada sweep-picking. Se debe tener en cuenta que una secuencia de notas tocadas con la técnica downpicking tendrán un sonido "picado" o staccato (0:50-0:52 de la canción de Metallica «Master of Puppets»), mientras que algunas notas tocadas con sweep-picking tendrán un sonido más fluido y continuo.
Esta técnica se popularizó gracias al guitarrista punk Johnny Ramone quien solo usaba downpicking al tocar.

Un downpicking efectivo requiere una fuerte muñeca y una banda de sostén de guitarra algo suelta, logrando todos los movimientos con la mínima tensión posible. El sonido logrado es más duro y agresivo, al igual que con pocos silencios entre notas. También crea la impresión que las canciones tocadas con downpicking son rápidas, cuando en realidad no lo son. Es una técnica común en el Heavy metal, especialmente en el thrash metal, notablemente ejemplificado por guitarristas como James Hetfield de Metallica, Dave Mustaine de Megadeth, Kerry King de Slayer, y Scott Ian de Anthrax entre otros.
La naturaleza del downpicking duplica el esfuerzo realizado por la mano derecha. En largos y extendidos pasajes, la resistencia se convierte en el objetivo, porque cuando muchos inexperimentados músicos comienzan a "sentir el ardor", la calidad de la música se ve afectada, quedando entrecortado el sonido. El popular, fácilmente reconocido trabajo en guitarra rítmica de la canción de Metallica «Master of Puppets» es prácticamente ejecutado en su totalidad usando downpicking en corcheas a un tempo de 210.